# Cmentarz parafialny w Pruszkowie
Cmentarz parafialny Pruszkowie, cmentarz w Pruszkowie, cmentarz pruszkowski; właśc. cmentarz parafii św. Kazimierza w Pruszkowie – cmentarz rzymskokatolicki znajdujący się w mieście Pruszków (aglomeracja warszawska), w województwie mazowieckim.
Ziemie pod cmentarz zakupił proboszcz ks. Wincenty Burakowski. Cmentarz powstał w 1914 roku. 5 września 1988 roku nekropolia wraz ze starodrzewiem zostały wpisane do rejestru zabytków. Obiekt ujęty jest także w gminnej ewidencji zabytków.
Na cmentarzu znajduje się wspólna wydzielona kwatera wojenna żołnierzy Wojska Polskiego poległych we wrześniu 1939 r., żołnierzy Armii Krajowej poległych podczas powstania warszawskiego oraz cywilnych ofiar zbrodni hitlerowskich z okresu okupacji niemieckiej. 

## Osoby pochowane na cmentarzu
- Adam Blaszyński (zm. 2022) – polski perkusista, członek między innymi zespołów Grupa Bluesowa Gramine i 2 plus 1[4] (sektor: G15, rząd:2, grób: 13)
- Józef Cichecki (1888–1953) – polski działacz społeczny i samorządowy, burmistrz Pruszkowa i Wołomina[5] (sektor: A, rząd: 12, grób: 3)[6]
- Tadeusz Dajczer (1931–2009) – polski prezbiter rzymskokatolicki, religioznawca, kanonik, profesor teologii[7] (sektor: A, rząd: 20, grób: 4)[8]
- Bronisław Diehl (1951–2020) – polski przedsiębiorca, założyciel i wieloletni Prezes Telewizji Kablowej Tel-Kab (sektor: Z4, rząd: 4, grób: 1a)[9][10]
- Mieczysław Długoborski (1931–2020) – polski lekkoatleta, olimpijczyk, medalista mistrzostw Polski (sektor: W, rząd: 1, grób: 25)[11]
- Bogusław Gierlach (1930–2007) – polski historyk i archeolog (sektor: W4, rząd: 4, grób: 2)[12]
- Stefan Gierwatowski (1925–2019) – polski nauczyciel, dyrektor Liceum Ogólnokształcącego im. Tomasza Zana w Pruszkowie (1978–1986)[13][14]
- Jan Górny (1912–2011) – polski duchowny rzymskokatolicki, prałat, protonotariusz apostolski, kaznodzieja, długoletni dziekan dekanatu pruszkowskiego, Honorowy Obywatel Pruszkowa (sektor: I, rząd: A, grób: 1)[15]
- Józef Podstawka (1938–2018) – polski duchowny rzymskokatolicki, proboszcz parafii św. Floriana w Bedlinie, proboszcz i budowniczy kościoła św. Franciszka w Asyżu w Izabelinie k. Warszawy oraz proboszcz parafii św. Kazimierza w Pruszkowie, kawaler Złotego Krzyża Zasługi[16]

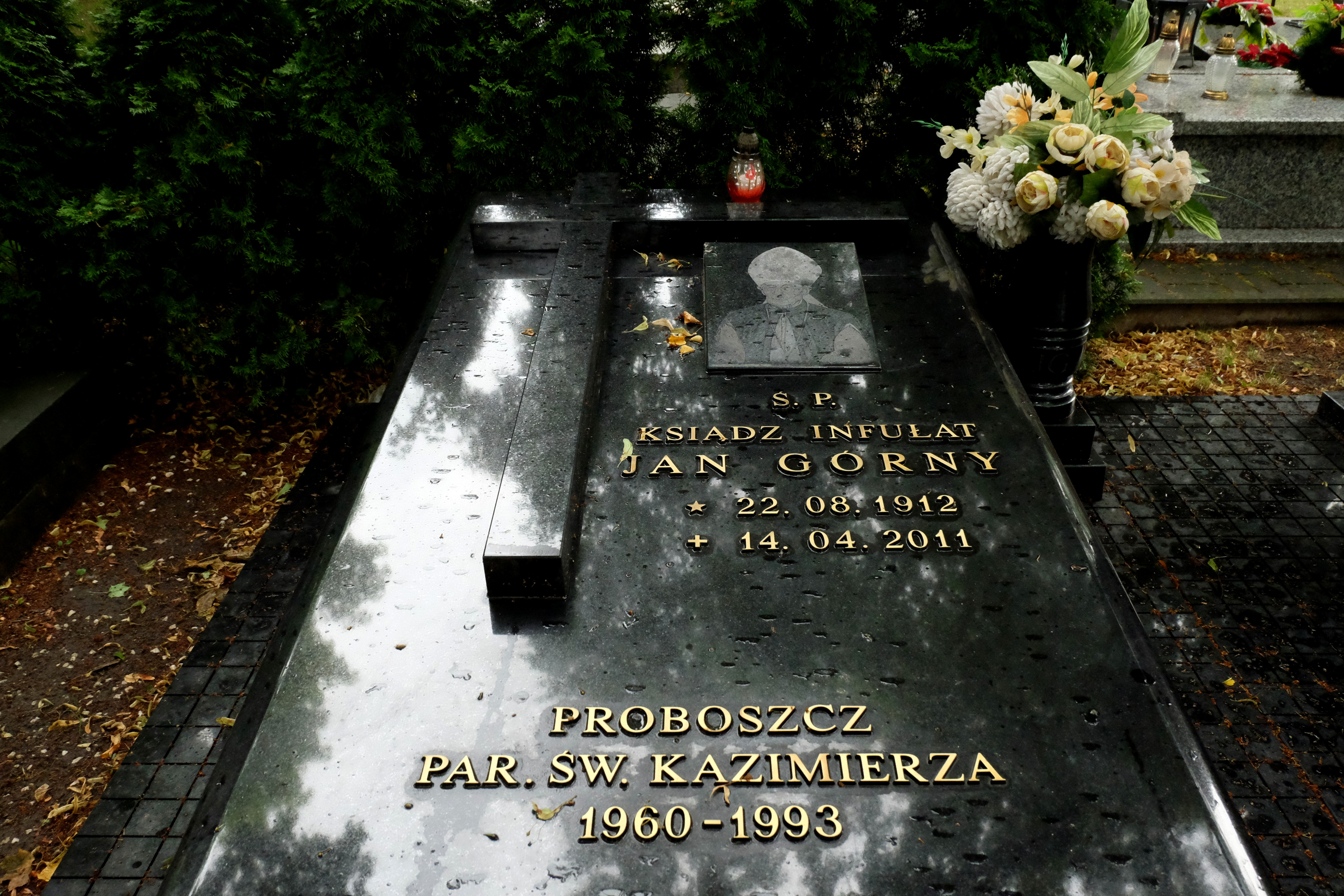
Grób ks. Jana Górnego na cmentarzu parafialnym w Pruszkowie
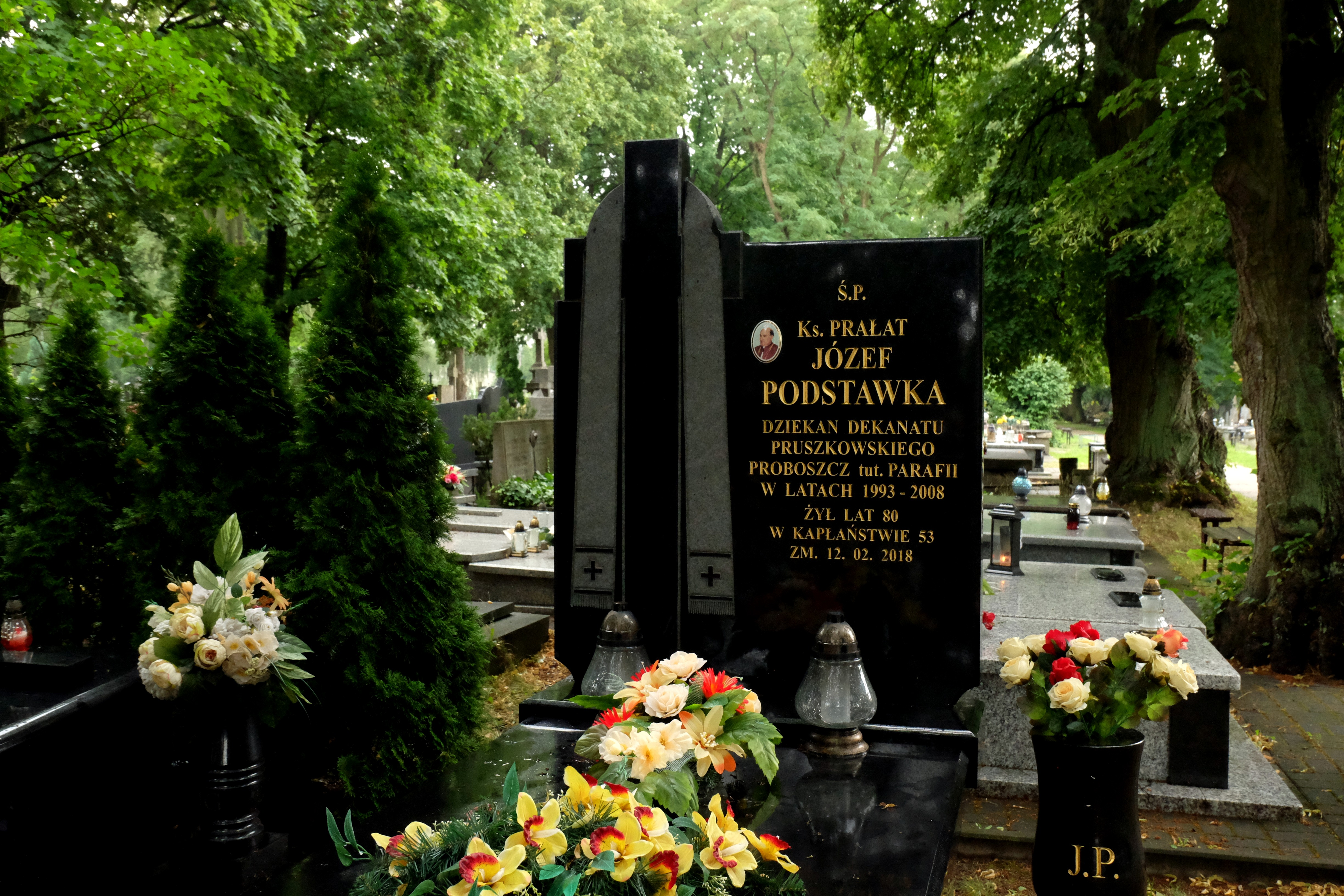
Grób ks. Józefa Podstawki na cmentarzu parafialnym w Pruszkowie
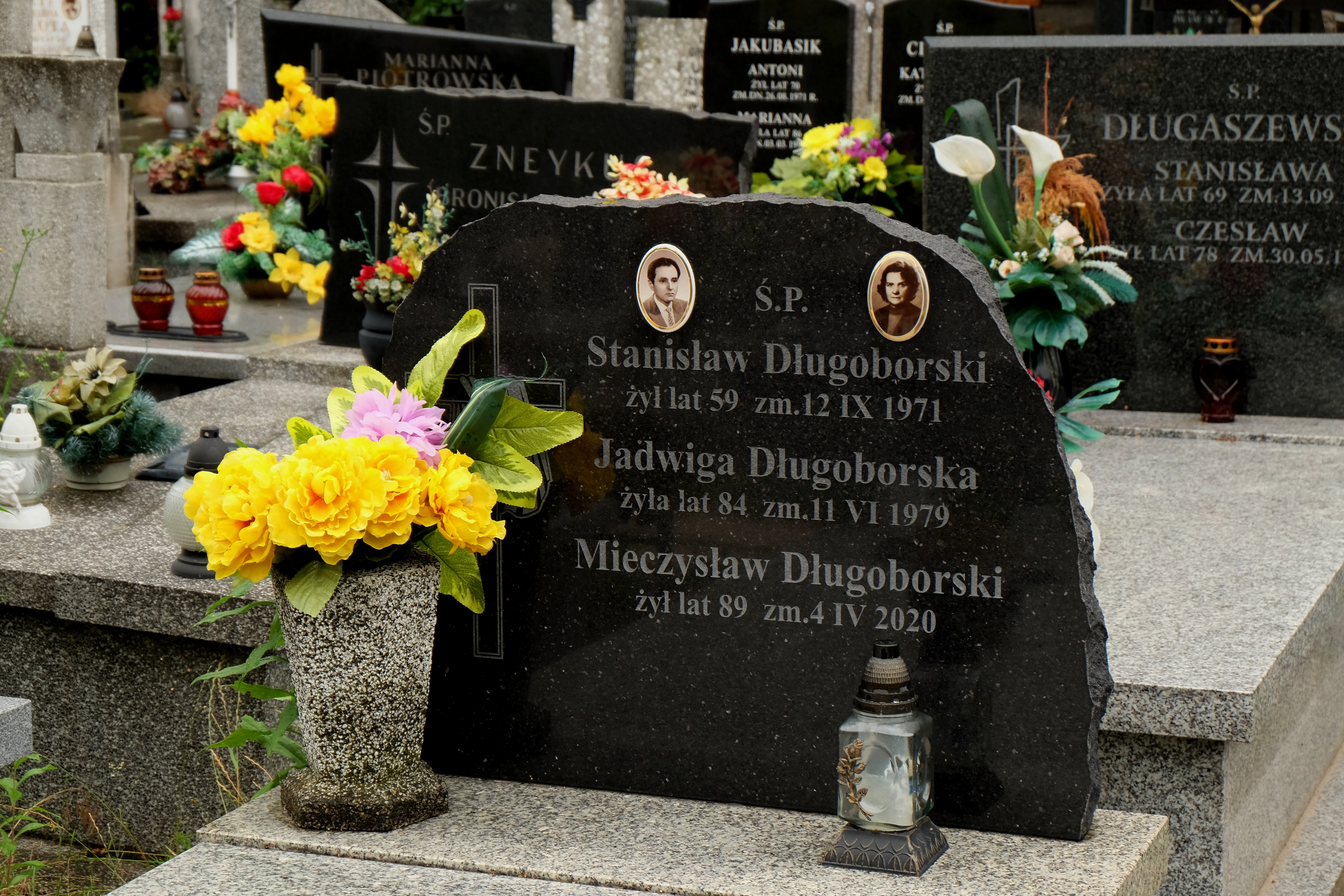
Grób lekkoatlety Mieczysława Długoborskiego na cmentarzu parafialnym w Pruszkowie
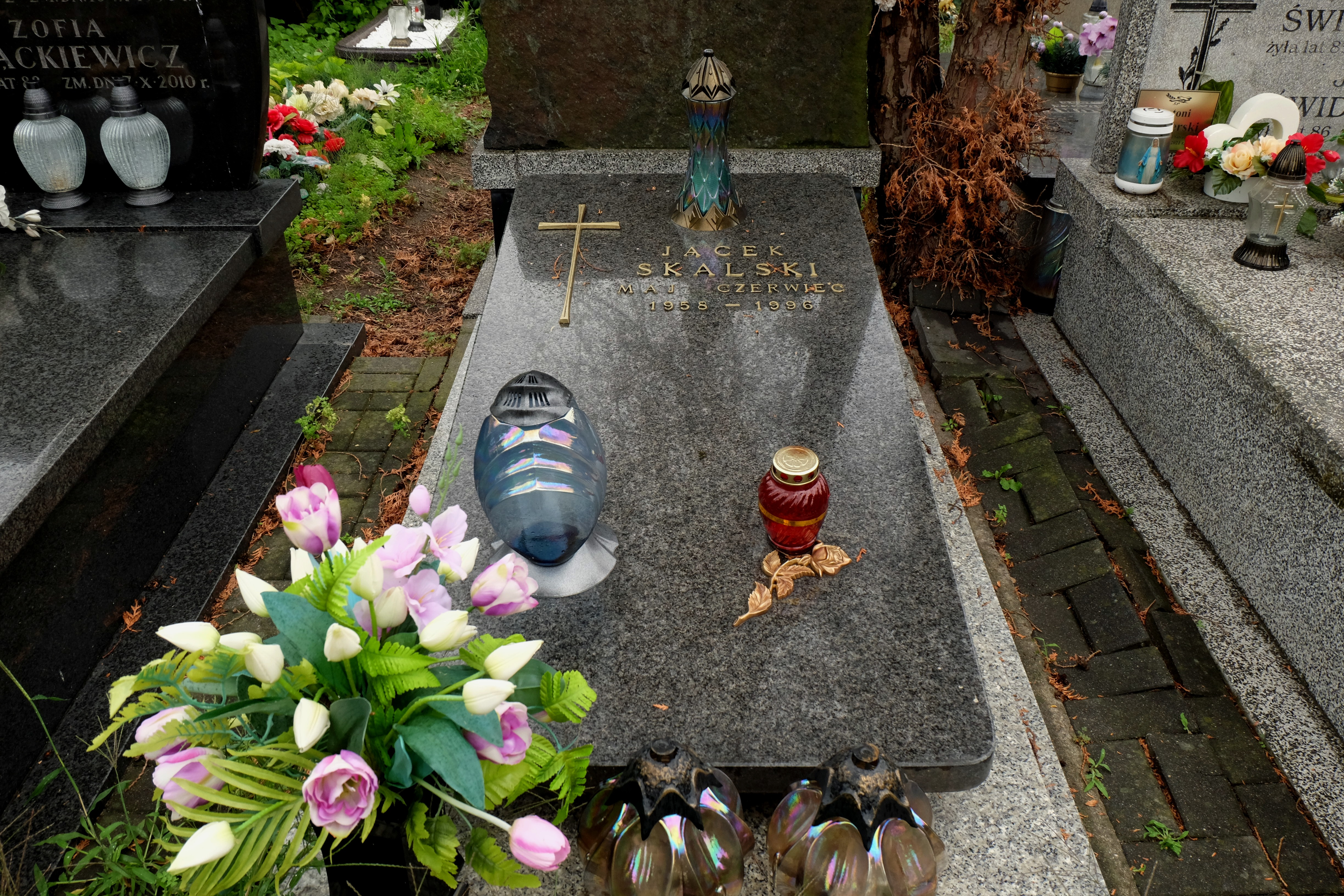
Grób reżysera Jacka Skalskiego na cmentarzu parafialnym w Pruszkowie
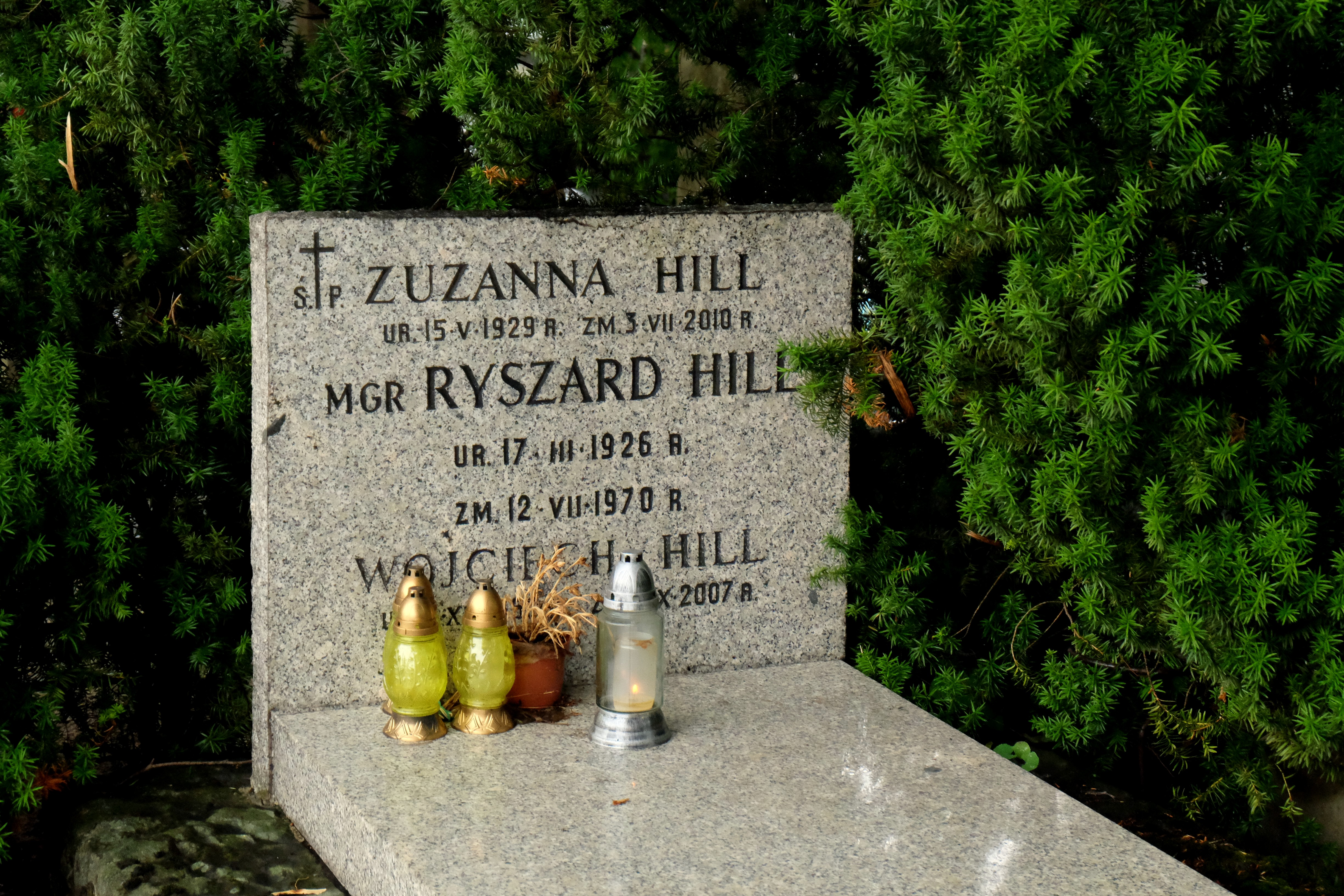
Grób posła Ryszarda Hilla na cmentarzu parafialnym w Pruszkowie
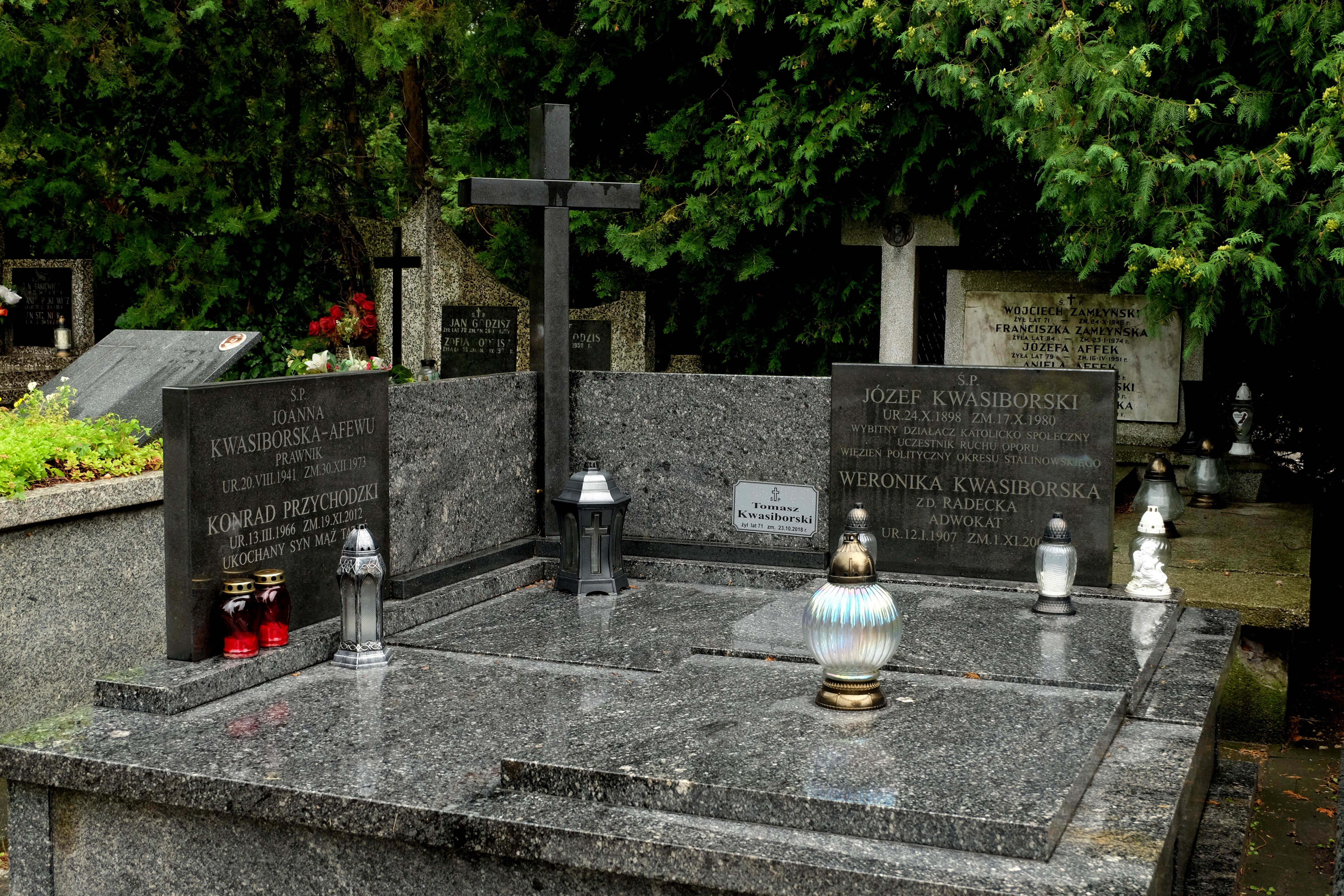
Grób posła do KRN Józefa Kwasiborskiego na cmentarzu parafialnym w Pruszkowie
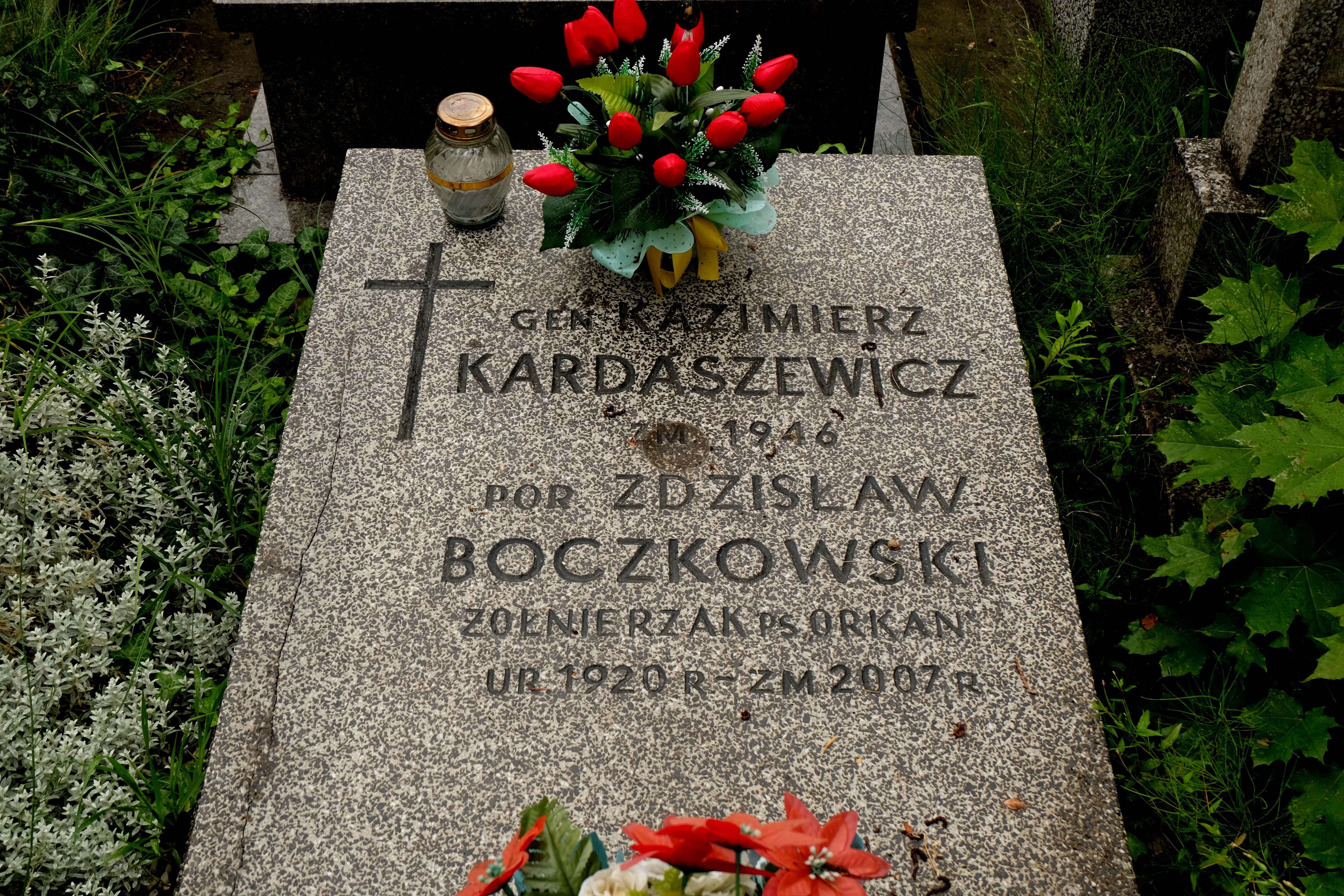
Grób gen. Kazimierza Kardaszewicza na cmentarzu parafialnym w Pruszkowie